# Redoks reakcija
Redoksreakcija ali redukcijsko-oksidacijska reakcija je vsaka kemijska reakcija, v kateri atomi spremenijo svoje oksidacijsko stanje. Enostavni redoksreakciji sta oksidacija ogljika (C) v ogljikov dioksid (CO2) in redukcija ogljika v metan (CH4). Reakcije so lahko tudi bolj zapletene. Takšna je, na primer, oksidacija sladkorjev  v nizu zelo zapletenih procesov prenosov elektronov.
Izraz redoks izhaja iz pojmov redukcije in oksidacije (gorenja), ki ju lahko na preprost način definiramo kot
| Oksidacija | oddajanje elektronov   | snov, ki oddaja elektrone je reducent   | njegovo oksidacijsko stanje se poveča  |
| Redukcija  | sprejemanje elektronov | snov, ki sprejema elektrone je oksidant | njegovo oksidacijsko stanje se zmanjša |
Takšna definicija ustreza večini redoksreakcij, vendar ni povsem točna, ker govori o prenosu elektronov, do katerega pa v mnogih reakcijah sploh ne pride. Takšne so, na primer, reakcije, v katerih so reaktanti in produkti spojine s kovalentnimi vezmi. Oksidacija je zato bolje definirana kot povečanje oksidacijskega stanja, redukcija pa kot zmanjšanje oksidacijskega stanja.
Reakcije, v katerih ne pride do spremembe oksidacijskih stanj, so dvojne substitucije ali metateze.

## Oksidanti in reducenti
Oksidanti so snovi, ki lahko oksidirajo druge snovi, oziroma snovi, ki drugim snovem odvzemajo elektrone, same pa se pri tem reducirajo. Zaradi lastnosti, da od drugih snovi sprejemajo elektrone, se imenujejo tudi akceptorji elektronov.
Oksidanti so praviloma spojine, ki vsebujejo elemente v visokih oksidacijskih stanjih, na primer H2O2 (O-), MnO4- (Mn7+ ), CrO3 (Cr6+), Cr2O72- (Cr6+) in OsO4 (Os8+), ali zelo elektronegativni elementi, ki radi sprejmejo enega ali dva elektrona (O2, F2, Cl2, Br2).
Reducenti so snovi, ki lahko reducirajo druge snovi, oziroma snovi, ki drugim snovem oddajajo elektrone, same pa se pri tem oksidirajo. Zaradi lastnosti, da drugim snovem oddajajo elektrone, se imenujejo tudi donorji elektronov.
Reducenti so kemično zelo različni: elektropozitivne elementarne kovine (Li, Na, Mg, Fe, Zn, Al), kovinski hidridi (NaBH4, LiAlH4), ki se zelo pogosto uporabljajo v organski kemiji, predvsem za redukcijo karbonilnih spojin v alkohole in plinasti vodik (H2) v kombinaciji s paladijevimi (Pd), platinskimi (Pt) in nikljevimi (Ni) katalizatorji. Tovrstne katalitske redukcije se uporabljajo predvem za redukcijo dvojnih in trojnih vezi med ogljikovimi atomi (alkeni, alkini).
Kemija gleda na redukcijsko-oksidacijske procese kot na prenose elektronov z reducenta na oksidant. Reducent pri tem izgubi svoje elektrone in se oksidira, oksidant pa elektrone sprejme in se reducira. Kombinacijo oksidanta in reducenta, ki sta udeležene v neki reakciji, imenujemo redokspar.

## Primeri redoks reakcij
Dober primer redoks reakcije je spajanje vodika in fluora:
{\displaystyle \mathrm {H} _{2}+\mathrm {F} _{2}\longrightarrow 2\mathrm {HF} }
Reakcijo lahko razstavimo na dve polreakciji. Oksidacijo:
{\displaystyle \mathrm {H} _{2}\longrightarrow 2\mathrm {H} ^{+}+2e^{-}}
in redukcijo:
{\displaystyle \mathrm {F} _{2}+2e^{-}\longrightarrow 2\mathrm {F} ^{-}}
Z analizo vsake polreakcije posebej postane celotna reakcija pogosto mnogo bolj razumljiva in pregledna. Število oddanih in prejetih elektronov mora biti enako.
Elementi, tudi tisti v obliki molekul, imajo oksidacijsko stanje nič. V prvi polreakciji se vodik oksidira iz oksidacijskega stanja 0 v oksidacijsko stanje +1, v drugi polreakciji pa se fluor reducira iz oksidacijskega stanja 0 v oksidacijsko stanje -1.
Ko se obe polreakciji seštejeta, se elektroni izničijo
{\displaystyle {\frac {\begin{array}{rcl}\mathrm {H} _{2}&\longrightarrow &2\mathrm {H} ^{+}+2e^{-}\\\mathrm {F} _{2}+2e^{-}&\longrightarrow &2\mathrm {F} ^{-}\end{array}}{\begin{array}{rcl}\mathrm {H} _{2}+\mathrm {F} _{2}&\longrightarrow &2\mathrm {H} ^{+}+2\mathrm {F} ^{-}\end{array}}}}
ioni pa se preuredijo v vodikov fluorid:
{\displaystyle \mathrm {H} _{2}+\mathrm {F} _{2}\,\ \longrightarrow \ 2\mathrm {H} ^{+}+2\mathrm {F} ^{-}\ \longrightarrow \ 2\mathrm {HF} }

### Enojne substitucije
Enojne substitucije so istočasno tudi redoksreakcije, v katerih nekateri atomi spremenijo svoja oksidacijska stanja, do prave zamenjave atomov v spojini pa ne pride.
Takšna je, na primer, reakcija med železom (Fe) in vodno raztopino bakrovega(II) sulfata (CuSO4):
{\displaystyle \mathrm {Fe} +\mathrm {CuSO} _{4}\longrightarrow \mathrm {FeSO} _{4}+\mathrm {Cu} }
Reakcijo lahko napišemo tudi v ionski obliki:
{\displaystyle \mathrm {Fe} +\mathrm {Cu} ^{2+}\longrightarrow \mathrm {Fe} ^{2+}+\mathrm {Cu} }
Iz polreakcij je razvidno, da se železo oksidira:
{\displaystyle \mathrm {Fe} \longrightarrow \mathrm {Fe} ^{2+}+2{e}^{-}}
baker pa reducira:
{\displaystyle \mathrm {Cu} ^{2+}+2{e}^{-}\longrightarrow \mathrm {Cu} }

### Druge reakcije
- Oksidacija železa(II) v železo(III) v prisotnosti kislin:

{\displaystyle \mathrm {Fe} ^{2+}\longrightarrow \mathrm {Fe} ^{3+}+{e}^{-}}
- Redukcija vodikovega peroksida v hidroksid v prisotnosti kislin:

{\displaystyle \mathrm {H_{2}O_{2}} +2{e}^{-}\longrightarrow \mathrm {2OH} ^{-}}
Obe reakciji se lahko združita v reakcijo:
{\displaystyle \mathrm {2Fe} ^{2+}+\mathrm {H_{2}O_{2}} +\mathrm {12H} ^{+}\longrightarrow \mathrm {2Fe} ^{3+}+\mathrm {2H_{2}O} }
- Redukcija nitratov v dušik v prisotnosti kislin:

{\displaystyle \mathrm {2NO_{3}} ^{-}+\mathrm {10e} ^{-}+\mathrm {12H} ^{+}\longrightarrow \mathrm {N_{2}} +\mathrm {6H_{2}O} }
- Rjavenje ali korozija železa:

{\displaystyle \mathrm {4Fe} +\mathrm {3O_{2}} \longrightarrow \mathrm {2Fe_{2}O_{3}} }
- Zgorevanje ogljikovodikov v pečeh ali motorjih z notranjim zgorevanjem. Pri popolnem zgorevanju nastajajo ogljikov dioksid (CO2), voda (H2O) in toplota. Pri delnem zgorevanju nastaja ogljikov monoksid (CO) ali celo saje (ogljik, C).
- V organski kemiji je znana postopna oksidacija alkanov, v kateri nastanejo zaporedoma alkoholi, aldehidi ali ketoni, karboksilne kisline in peroksidi in nazadnje ogljikov dioksid in voda.

## Redoksreakcije v industriji
Najpomembnejši reduktivni procesi so proizvodnja kovin iz oksidnih rud, s katerimi se ukvarja metalurgija. Oksidativna procesa sta, na primer, proizvodnja žveplove kisline in oksidacija amonijaka v proizvodnji dušikove kisline. Redoksprocesi so tudi vsi galvanski procesi, na primer elektroliza aluminija, raztopine in taline NaCl ter elektrolitsko bakrenje, kromiranje, nikljanje in zlatenje itd.

## Redoksreakcije v biologiji
Redoksreakcije so pomemben del večine bioloških procesov. Eden od njih je celično dihanje, v katerem poteka oksidacija glukoze (C6H12O6)  v ogljikov dioksid in redukcija kisika v vodo. Skupna reakcija celičnega dihanja je
{\displaystyle \mathrm {C_{6}H_{12}O_{6}} +\mathrm {6O_{2}} \longrightarrow \mathrm {6CO_{2}} +\mathrm {6H_{2}O} }
Proces celičnega dihanja je zelo odvisen od še enega redoksprocesa: redukcije koencima NAD+ (dinukleotid nikotinamin adenin) v NADH in povratne reakcije – oksidacije NADH v NAD+. 
Reakcija, ki je podobna celičnemu dihanju, samo da teče v nasprotno smer, je fotosinteza:
{\displaystyle \mathrm {6CO_{2}} +\mathrm {6H_{2}O} +\mathrm {svetloba} \longrightarrow \mathrm {C_{6}H_{12}O_{6}} +\mathrm {6O_{2}} }
Biološka energija se pogosto shranjuje in sprošča preko redoksreakcij. V fotosintezi pride do redukcije ogljikovega dioksida v enostavne sladkorje (monosaharide) in oksidacije vode v molekularni kisik. Obratna reakcija je dihanje, v katerem se sladkorji oksidirajo v ogljikov dioksid in vodo.

## Urejanje enačb redoksreakcij
Kemijske enačbe redoksreakcij se urejajo tako kot druge kemijske enačbe, samo da se mora na obeh straneh enačbe poleg števila atomov vseh elementov ujemati tudi število oddanih in prejetih elektronov. Enačbe se lahko urejajo na več načinov. Eden od njih je prikazan na naslednji redoksreakciji:
{\displaystyle \mathrm {KMnO_{4}} +\mathrm {HCl} \longrightarrow \mathrm {KCl} +\mathrm {MnCl_{2}} +\mathrm {Cl_{2}} +\mathrm {H_{2}O} }
V enačbi so pravilno zapisani reaktanti in produkti, vendar enačba ni urejena. Prvi korak urejanja je ugotavljanje oksidacijskih stanj posameznih elementov na levi in desni strani enačbe. Iz primerjave oksidacijskih stanj je razvidno, da sta svoji oksidacijski stanji spremenila Mn in del Cl, drugi del Cl pa je ostal nespremenjen in se je porabil za tvorbo KCl in MnCl2. Spremembe napišemo z naslednjima polovičnima enačbama:
{\displaystyle \mathrm {2Cl} ^{-}-\mathrm {2e} ^{-}\longrightarrow \mathrm {Cl_{2}} ^{0}} (oddajanje elektronov, torej oksidacija)
{\displaystyle \mathrm {Mn} ^{7+}+\mathrm {5e} ^{-}\longrightarrow \mathrm {Mn} ^{2+}} (sprejemanje elektronov, torej redukcija)
Ker mora biti število oddanih in prejetih elektronov v obeh polovičnih enačbah enako, je treba zgornjo enačbo pomnožiti s 5, spodnjo pa z 2 (najmanjši skupni večkratnik):
{\displaystyle \mathrm {10Cl} ^{-}-\mathrm {10e} ^{-}\longrightarrow \mathrm {5Cl_{2}} ^{0}}
{\displaystyle \mathrm {2Mn} ^{7+}+\mathrm {10e} ^{-}\longrightarrow \mathrm {2Mn} ^{2+}}
Ko se dobljeni koeficienti prenesejo v začetno enačbo, nastane nova enačba, ki je že skoraj urejena:
{\displaystyle \mathrm {2KMnO_{4}} +\mathrm {10HCl} \longrightarrow \mathrm {2KCl} +\mathrm {2MnCl_{2}} +\mathrm {5Cl_{2}} +\mathrm {H_{2}O} }
Na desni strani enačbe je zdaj 16 atomov Cl, zato je treba število HCl na levi povečati z 10 na 16, iz tega pa nastane 8 molekul H2O:
{\displaystyle \mathrm {2KMnO_{4}} +\mathrm {16HCl} \longrightarrow \mathrm {2KCl} +\mathrm {2MnCl_{2}} +\mathrm {5Cl_{2}} +\mathrm {8H_{2}O} }
Enačba je zdaj urejena.